# Kasper Dolberg
Kasper Dolberg Rasmussen (født 6. oktober 1997) er en dansk fodboldspiller, som spiller angriber for Anderlecht. 
Han har tidligere spillet i Ajax, hvor han fik sit gennembrud. Efter Ajax blev han solgt til OGC Nice, hvor han spillede indtil han blev lejet ud til Sevilla og senere Hoffenheim. I sommeren 2023 blev han solgt til Anderlecht. 
Han blev valgt til Årets Fund i dansk idræt 2016 og Årets Talent ved Danish Football Awards i marts 2017.

## Klubkarriere

### Tidligt forløb
Dolbergs fodboldkarriere startede allerede i 6 års alderen, hvor han spillede hjemme i den lokale fodboldklub GFG Voel. Dolberg hjalp de ældre årgange, når der skulle spilles vigtige kampe. Dolberg skiftede i en alder af 12 år til Silkeborg IF, hvor han var en del af deres talentudvikling.

### Silkeborg
Det var i SIF, Dolbergs karriere for alvor tog fart. Han fik superligadebut 25. maj 2015 for Silkeborg i en kamp mod Brøndby IF og nåede yderligere to kampe inden sommerferien.

### Ajax
Dolberg havde allerede ved nytåret 2015 underskrevet en treårig kontrakt med Ajax Amsterdam gældende fra sommeren samme år. Den 13. maj 2016 forlængede han sin kontrakt med yderligere fem år, indtil sommeren 2021. Han spillede i det første år udelukkende på ungdomsholdet, men fik den 26. juli 2016 sin førsteholdsdebut i hjemmekampen i kvalifikationen til Champions League 2016-17 mod PAOK F.C.,  hvor han samtidig scorede sit første mål i Ajax-trøjen til 1-1 efter 58 minutter.

### Nice
Kort inden udløbet af transfervinduet i sommeren 2019 underskrev Kasper Dolberg en treårig kontrakt med den franske Ligue 1-klub OGC Nice.
I sin første sæson blev han klubbens topscorer med 11 mål og var dermed med til at sikre klubben en femteplads i Ligue 1 og deltagelse i UEFA Europa League.

### Sevilla
På sidste dag i sommertransfervinduet 2022 blev Dolberg lejet af spanske Sevilla FC, hvor han kom på hold med sin landsholdskollega Thomas Delaney. Lejemålet gjaldt for sæsonen 2022-23 og indeholdt en købsoption.

## Landshold
Dolberg har spillet på flere af de danske ungdomslandshold og fik den 11. november 2016 debut på A-landsholdet, da han blev skiftet ind mod slutningen af VM-kvalifikationskampen mod Kasakhstan.
Ved EM-slutrunden 2020 (afholdt i 2021) var Dolberg ikke på banen i Danmarks to første kampe, men var i startopstillingen i de fire sidste, og han scorede tre mål: de to første i ottendedelsfinalen mod Wales i 4-0-sejren og sejrsmålet i kvartfinalesejren mod Tjekkiet, der endte 2-1.

## Privat
Kasper Dolberg kommer ud af en sportsfamilie. Hans forældre Flemming Rasmussen og Kirsten Dolberg er begge tidligere elitehåndboldspillere. Dolberg er den mellemste af en søskendeflok på tre, han har en storesøster Kristina Dolberg Rasmussen og en lillesøster Freja Dolberg Rasmussen.[kilde mangler]
Kasper Dolberg fik konstateret type 1-diabetes i efteråret 2021.